# Santo Tomé (Corrientes)
Santo Tomé è il capoluogo dell'omonimo dipartimento nella provincia di Corrientes, in Argentina. Si trova a 387 km di distanza dalla città di Corrientes. È unita alla città brasiliana di São Borja per mezzo del Puente de la Integración (“ponte dell'Integrazione”); il traffico commerciale frontaliero costituisce il perno dell'economia locale.

## Storia
La storia di Santo Tomé ha inizio nel 1632, quando il villaggio fu fondato come riduzione gesuita con il nome di Pueblo de Indios de Santo Tomé dai padri Luis Ernotte e Manuel Berthold; la missione si trovava originariamente sul fiume Yaguary, nell'attuale territorio di Rio Grande do Sul. Un'epidemia di vaiolo e i continui attacchi dei bandeirantes paulisti, però, convinsero la Compagnia di Gesù a spostare nel 1638 tutte le riduzioni della regione sulla riva occidentale del fiume Uruguay; dopo 40 giorni di viaggio la missione fu rifondata a sud del torrente Itacuá, nella posizione dell'attuale città. Per risolvere il problema dell'eccessivo numero di persone presenti nella riduzione, nel 1690 fu fondata sulla sponda opposta dell'Uruguay una missione subordinata alla prima, chiamata San Francisco de Borja.
In questo villaggio, o forse in quello di São Borja, dall'altra parte del fiume, nacque Andrés Guazurary, l'unico caudillo di origine indigena dell'intera storia argentina. Se il luogo di nascita è discusso, si ha maggiore consenso nel ritenere che passò in tale luogo la sua gioventù, venendo istruito dal parroco locale, Martín Céspedes. Nel 1817, nel corso dell'invasione luso-brasiliana del territorio della confinante Banda Oriental, il villaggio fu conquistato dal generale di brigata brasiliano Francisco das Chagas Santos, che en fece il suo quartier generale contro lo stesso Guazurary. Il 27 agosto 1863 la località fu riconosciuta come centro abitato grazie a un decreto del governatore Manuel Lagraña.

## Popolazione
Al censimento del 2010, il centro abitato di Santo Tomé contava una popolazione di 23 299 abitanti ( 61 297 nell'intero distretto).

## Geografia fisica

### Clima
La località ha una temperatura media annuale di 20,5° C; le temperature massime possono arrivare ai 45° C, mentre le minime toccano i -3° C. Le precipitazioni annue sono state calcolate in 1517 mm.